# Roca-seguer
La Roca-seguer és una muntanya de 493 metres que es troba al municipi del Montmell, a la comarca del Baix Penedès.